# Phoradendron pulleanum
Phoradendron pulleanum är en sandelträdsväxtart som beskrevs av Kurt Krause. Phoradendron pulleanum ingår i släktet Phoradendron och familjen sandelträdsväxter. Inga underarter finns listade i Catalogue of Life.